# Вемен
Вемен (мађ. Véménd) је село у Мађарској, у јужном делу државе. Село управо припада Мохачком срезу Барањске жупаније, са седиштем у Печују.
Вемен је некада имао бројну српску заједницу.

## Природне одлике
Насеље Вемен се налази у јужном делу Мађарске. Најближи већи град је Мохач.
Историјски гледано, село припада мађарском делу Барање. Оно се сместило у југоисточном подножју планине Мечек, на приближно 210 м надморске висине. Јужно од насеља тло је више равничарско.

## Становништво
Према подацима из 2013. године Вемен је имао 1.411 становника. Последњих година број становника опада.
Претежно становништво у насељу чине Мађари римокатоличке вероисповести, a мањине су Немци (22%) и Цигани (8%). Срба у насељу више нема.

### Попис1910.
| Вемен | Вемен |
| --- | --- |
| језик | вера |
| укупно: 2.388 Немачки 1.816 (76,04%) Мађарски 356 (14,90%) Српски 214 (8,96%) Словачки 1 (0,04%) остали 1 (0,04%) | укупно: 2.388 Римокатол. 2.096 (87,77%) Православци 231 (9,67%) Јевреји 50 (2,09%) Лутерани 7 (0,29%) Калвинисти 4 (0,16%) |

## Историја
Срби су у насељу присутни још од средњег века, али је њихов број посебно нарастао после Велике сеобе.
Године 1905. у Вемену је само радила пошта, брзојав се налазио у Батосеку.
После Првог светског рата и поделе Барање на два дела — данас мађарски (северни, већи) и хрватски (јужни, мањи). Месни Срби су се нашли изван матице, па се огромна већина њих (преко 200 душа) иселио у српске делове новообразоване Краљевине Срба, Хрвата и Словенаца.

## Срби у Вемену
Године 1707. помињу се на једном српском документу састављеном у будимском Табану, као потписници: „Ми Хришћани села Вемена, велики и мали”. Било је 1731. године у месту Вемену 33 српска дома. За време Ускршњег поста 1735. године у тој парохији се исповедило 162 православца. Свештеници су били тада поп Димитрије и поп Михаил.
Број становника је временом драстично опадао. Записано је 1796. године 450 веменских Срба, а век доције - 1890. године њихов број је спао на 292.
Број Срба становника у Вемену се половином 19. века међутим сада дуплирао. Професор Витковић наводи да је у месту било 1847. године 225 православних Срба, а две деценије потом 1867. године има чак 405 православних житеља. Било је 1885. године у Вемену, месту у Мохашком изборном срезу за црквено-народни сабор записано 405 православаца.
Претплатник једне занимљиве књиге био је 1816. године Веменац, Стефан Георгијевић купац (трговац). Администратор парохије поп Павел Завишић је 1820 (до 1830). године, претплатник једне српске књиге, у друштву са месним трговцем Стефаном Георгијевићем. Био је поред поп Паје 1826. године и ђакон месни Козма Ковачевић. Забавно штиво читао је 1829. године трговац Стефан Георгијевић који се у исто време бавио привилегованом и уносном продајом соли. Православни парох у Вемену је 1830. (до 1837). године поп Михаил Радмановић. Набавили су 1833. године мађарско-српску граматику у Вемену: Стефан Георгијевић купец и Петар Нинковић месни учитељ. Стефан Георгијевић трговац у Вемену претплатио се 1842. године и на једну историјску књигу.
По државном шематизму православног клира у Угарској из 1846. године „Vemend” је општина у Барањском срезу. Православно парохијско звање је основано 1719. године а матрикуле су позније уведене. Матица крштених се бележи од 1752. године, матица умрлих од 1754. а она венчаних од 1760. године. По другом, српском извору парохијско звање и матичне књиге су од 1777. године. Православни храм је посвећен Св. архиђакону Стефану, грађен 1844. године. Свештеник је те 1846. године поп Роман Мађаревић (до 1863). У веменској парохији је тада било 225 православних душа, а као парохијска филијала припада јој Божук.
Претплату за „Школски лист” из Новог Сада, од 2 ф. дао је 1866. године, месни свештеник Стеван Гојковић. Парох веменски 1893-1900. године је био поп Светозар Бољарић. Наслов протојереја добио је 1893. године. Он је наследник оца поп Јована, који је умро 1867. године. Председник црквене општине у Вемену био је 1897. године Лазар Радивојевић.
Веменска школа је 1846. године имала 28 ђака, којима је предавао учитељ Симеон Увалић. Прилог за Школски фонд дао је 1864. године, 1 ф. Паво Максимовић веменски учитељ (ту и 1868). Школске 1896/1897. године свештеник је у недостатку учитеља учио децу школску. Године 1897. је расписан конкурс за „учитељско-певческо” место у Вемену, а понуђена основна плата је износила 126 ф. али било је ту још принадлежности око којих се учитељ морао потрудити, мимо радног времена. За привременог учитеља у месту постављен је 1899. године Бранко Парабак. Учитељица Паулина Силашки родом из Сомбора, ради 1905. године, удова је без деце, и тек је приспела у место. Тада је било 30 ученика који похађају редовну наставу, а њих 12 пофторну школу.
По српском извору из 1905. године види се да Вемен мала општина. Ту живи 2255 становника у 387 домова. Срба православаца има 249 са 54 куће. Од српских јавних зграда наводе се православна црква и вероисповедна школа. Црквена општина је организована, скупштина редовна а председник је Цветко Вученовић. Црквено-општински посед је 28 кј земље, а парохијска сесија износи 18 кј. Парохија је шесте класе, има парохијски дом и српско православно гробље. Свештеник је Лукијан Михајловић родом из Елемира у Банату, и тек је примио службу у месту. За разлику од 1846. године поред парохијске филијале Божука, сада су ту и пустаре Трефор, Ђула и Демеркапија.
После првог светског рата српске трупе су ушле у Барању, и цео тај простор запосели. Команда подручја била је смештена у Печују, и чекао се мировни споразум о разграничењу са Мађарском републиком. На тој територији функционисали су српски органи власти, па тако и Финансијска контрола, која је имала пуно посла око сузбијања кријумчарења робе у тој зони. Кријумчари су били добро организовани, желећи да се на брзину обогате. Тако се приликом једног илегалног преласка, догодио злочин у Вемену 17. марта 1920. године. Погинуо је шеф Одељка финансијске контроле Србин, Драган Ћурчић. Њега је убио подређени, финанс прегледник Винко Франић. Ухапшени су после 12 година од убиства, у ствари двојица бивших финанса, Винко Фрањић и Драгутин Лончаревић. Кријумчари, у овом случају браћа Јован и Недељко Радивојевић са неколико сељака су хтели да пребаце коње, волове и другу стоку у Мађарску. Њих је уочио агент Арса Ивановић који је сместа позвао финансе Франића и Лончаревића. Франић их је код једног шумарка сустигао и тражио да се врате. Ови су одбијали да стану говорећи да имају писмену дозволу. Како га нису послушали он је испалио неколико метака из карабина, и погодио оба кријумчара: Јована у десни део грудног коша, а Недељка у десни кук. Извршна власт је тражила да шеф Финансијске контроле одмах изврши увиђај на лицу места, и овај је кренуо са опшинским бележником Стеваном Станковићем. Дошло је до свађе, јер је Ћурчић био љут што је пуцано, ако ови имају уредне папире. Ћурчић се у једном моменту ухватио за револвер, а Франић је био бржи и припуцао из службеног револвера, ранивши обојицу. Ћурчића као тешко рањеног у стомак пренели су у болницу у Баји, где је током операције умро је у мукама. Станковић је био лакше рањен, и опорављао се код куће. Уследила је евакуација Бајског трокута, повукли су се војска и државни органи, а убица који се крио је побегао у Пешту. Предмет је дат Сомборском окружном суду као надлежном, а овај је покренуо потерницу. Оптужени су изведени пред суд, тек 1933. године. Прво је ухапшен Франић, током подизања своје пензије на каси Пореске управе у Загребу. Ускоро је ухапшен и саучесник Лончаревић, који се налазио у Сењу. Али судско веће у Сомбору, је ослободило Франића „због застарелости дела”, док је Лончаревић ослобођен било какве кривице.

## Савремено доба
Српска православна црква у Вемену, у Српској улици, срушена је 1964. године. После Другог светског рата та богомоља је припала месној Пољопривредној задрузи, која је српску цркву користила као складиште сточне хране. На њеном месту је почетком новембра 2018. године постављен спомен-крст, да подсећа да је ту вековима било свето место. Данас у Вемену постоји само српско православно гробље у северном делу насеља, код улаза у њега. Гробље није довољно одржавано, централни крст гробљански је однет и код месне католичке цркве постављен, а ту је сада 119 српских надгробних споменика.